# Tandag

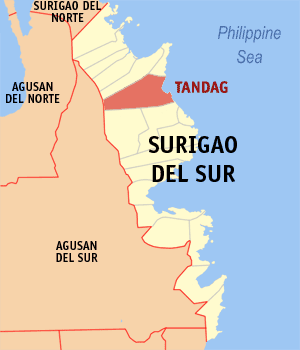
Bản đồ Surigao del Sur với vị trí của Tandag

Tandag là một đô thị và tỉnh lỵ của tỉnh Surigao del Sur, Philippines. Theo điều tra dân số năm 2000, đô thị này có dân số 44.327 người trong 8.449 hộ.

## Các đơn vị hành chính
Tandag được chia thành 21 barangay.
| - Awasian - Bagong Lungsod (Pob.) - Bioto - Bongtod Pob. (East West) - Buenavista - Dagocdoc (Pob.) - Mabua - Mabuhay - Maitum - Maticdum - Pandanon | - Pangi - Quezon - Rosario - Salvacion - San Agustin Norte - San Agustin Sur - San Antonio - San Isidro - San Jose - Telaje - Napo - Dawis |